# Christus König (Küppersteg)

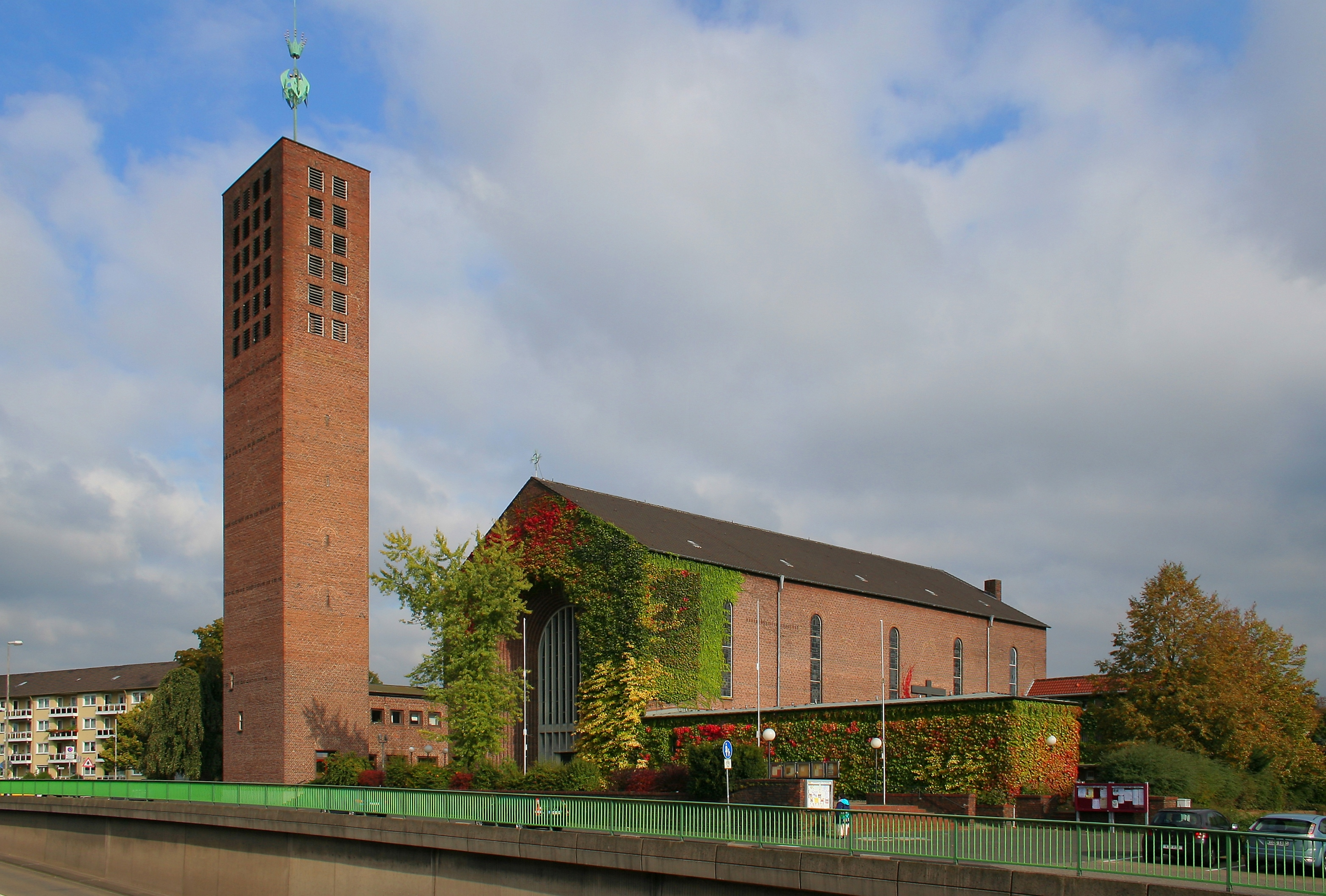
Christus König (Küppersteg)

Die Kirche Christus König ist ein katholisches Gotteshaus im Leverkusener Stadtteil Küppersteg.

## Geschichte
Die Kirche, eine Backstein-Saalkirche mit Satteldach, hohen, schmalen Rundbogenfenstern und einem großen, rundbogigen, nach innen versetzten Lamellenfenster in der Portalwand, wurde 1928 nach Plänen von Dominikus Böhm errichtet. Der querrechteckige Glockenturm (52 Meter hoch) kam in der zweiten Hälfte der 1950er-Jahre unter der Leitung von Gottfried Böhm hinzu. Die Turmspitze wird von einer von Sepp Hürten gestalteten Skulptur „Engelsschwarm“ gekrönt. Nachts wird die Kirche angestrahlt.
Die Pfarrgemeinde Christus König Küppersteg bildete zusammen mit den Pfarreien Herz Jesu und St. Antonius Wiesdorf sowie St. Stephanus (Bürrig) seit 2002 den Pfarrverband Wiesdorf-Bürrig-Küppersteg, seit Herbst 2009 als Pfarreiengemeinschaft mit gemeinsamem Pfarrgemeinderat. Zum 1. Januar 2012 fusionierten diese Pfarrgemeinden zur neuen Kirchengemeinde St. Stephanus, Leverkusen. Pfarrkirche ist St. Stephanus.

## Glocken
Im Kirchturm hängt ein dreistimmiges Glockengeläut aus Bronze, das 1958 von Friedrich Wilhelm Schilling in Heidelberg gegossen wurde. Die Glocken haben folgende Daten:
| Glocke | Name                   | Durchmesser | Gewicht | Schlagton |
| ------ | ---------------------- | ----------- | ------- | --------- |
| 1      | Michael-Glocke         | 1414 mm     | 1911 kg | cis′+1⁄16 |
| 2      | Heilige-Familie-Glocke | 1226 mm     | 1232 kg | e′+3⁄16   |
| 3      | Judas-Thaddäus-Glocke  | 1085 mm     | 0848 kg | fis′+1⁄16 |